# Walter Princ
Walter Princ byl osobní automobil továrny Walter, českého výrobce osobních automobilů. Byl představen koncem roku 1932 a jednalo se licenční šestiválec, odvozený z italského typu Fiat 522C (C = Corto = krátký podvozek) s výkonem 37 kW (50 k). Některé zdroje uvádějí, že vzorem byl Fiat 524, ale tento model spíše odpovídal současně představovanému automobilu Walter Lord. Walter Princ a Lord se lišily mimo vybavení pouze rozvorem (2755 mm resp. 3250 mm).

## Vznik a vývoj
„Akciová společnost Walter, továrna na automobily a letecké motory“ představila široké veřejnosti v roce 1932 jeden z posledních automobilů vyráběných v Jinonicích. Spolu s ním byl představen i jeho silnější bratr Walter Lord (Fiat 522L, L= Lungo = dlouhý podvozek) a v roce 1934 sportovní Walter Standard S. Představení Prince (a Lorda) se neodehrálo na mezinárodní automobilové výstavě v Praze, která se v letech 1932–1933 nekonala, ale pouze na stránkách odborného tisku.

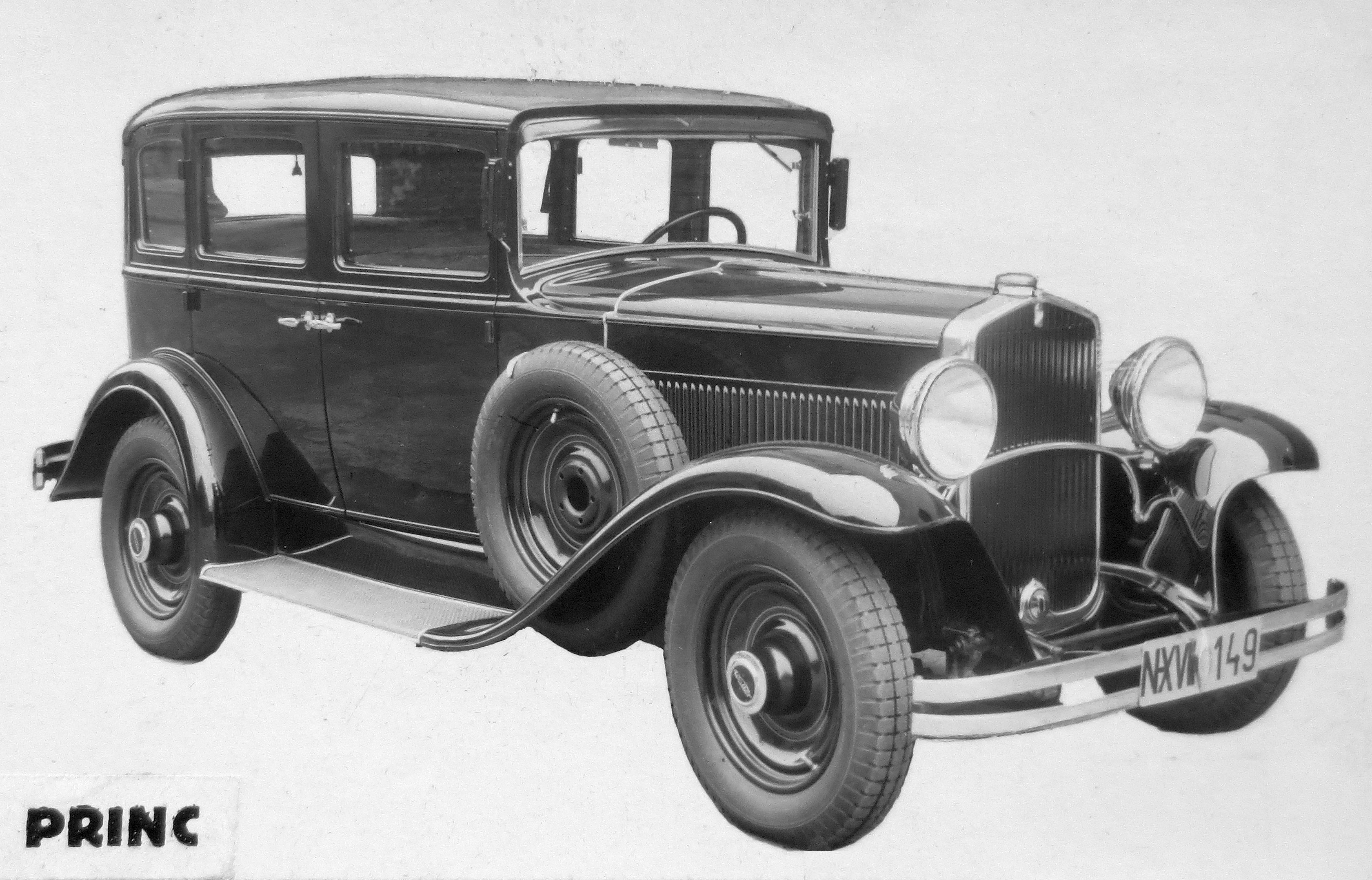
Walter Princ (1934) limuzína

Továrna Walter jej charakterizovala jako „úsporný a levný šestiválec středního obsahu 2,5 litru, avšak s výkonem, s přepychovou výbavou a vzhledem jako u nejdražších vozů. Měl dokonalé, technicky propracované a moderně vyřešené chassis s pružným a spolehlivým motorem o výkonnosti 50 koňských sil“. Výhodou bývala označována skutečnost, že při ekonomicky výhodné spotřebě kolem 13 l/100 km má poměrně vysoký výkon a přepychovou výbavu značně převyšující standard této objemové třídy, kterou se řadí k úrovni nejdražších automobilů. Ve výrobě byl v letech 1933–1937.
Italský Fiat 522 byl vyráběn v letech 1931 až 1933. Model 522 byl nabízen ve třech různých provedení karoserie a bylo jich vyrobeno téměř 6000. U jinonické varianty Walter Princ se jednalo spíše o desítky kusů. 

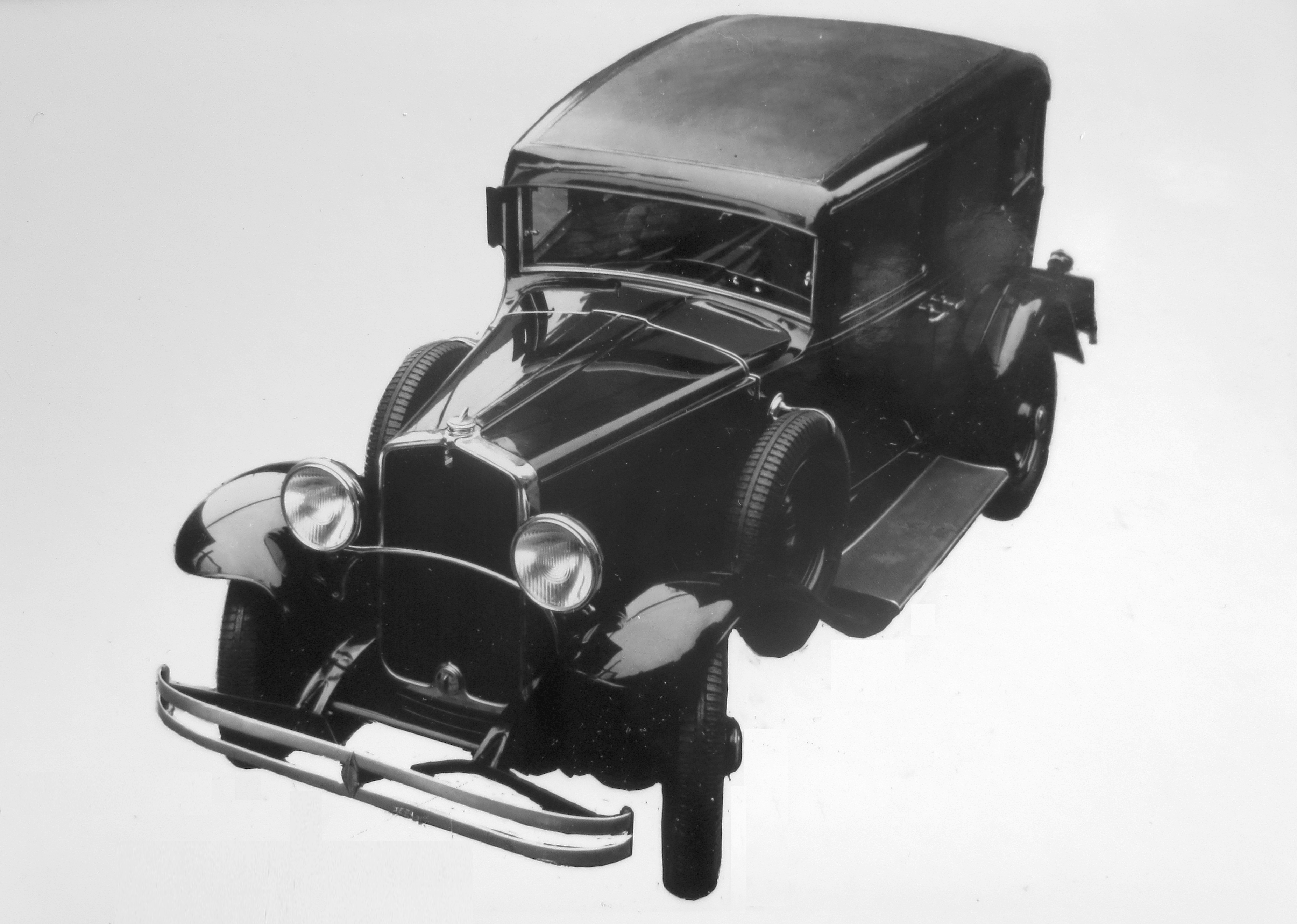
Walter Princ, limuzína - sedan

Spolupráce továrny Walter s italským Fiatem, potažmo s italskými firmami byla počátkem 30. let 20. století velmi čilá. Ve výrobě automobilů Walter od Fiata nakoupil v roce 1931 licenci na Walter Bijou (Fiat 514) a v roce 1932 licenci na Walter Junior (Fiat 508 Ballila). Továrna již v roce 1929 nakoupila licence na výrobu leteckých motorů Walter W-V, W-VI, W-VII a W-VIII (Fiat A.20/W-V, A.22/W-VI, A.24/W-VII, A.25/W-VIII). Na straně druhé byly do Itálie exportovány letecké motory Walter firmám Breda, Caproni, IMAM, Nardi, Piaggio, Saro, Savoia-Marchetti, SIAI-Marchetti,  atd. Tyto importy a exporty přímo řídil generální ředitel ing. Antonín Teny Kumpera. Právem platilo heslo, Walter – král vzduchu – král silnic.

## Motor
Motor Prince byl spojujícím článkem mezi litrovými Juniory, jeden a půl litrovým typem Bijou a více než třílitrovými modely Super 6 a Regent. Zážehový, kapalinou chlazený řadový šestiválec (R6), rozvod SV, objem 2492 cm³, vrtání 72,0 mm, zdvih 102,0 mm, dva ventily/válec, bez přeplňování. Podával výkon 50 k/36,8 kW při 3300 ot/min. Přívod benzínu ke karburátoru Solex 30 VAFD (se "samostarterem a spořičem paliva") byl řešen membránovým čerpadlem z nádrže o objemu 51 litrů umístěné v zádi vozu. Spotřeba se pohybovala kolem 13–14 l benzinu na 100 km. 

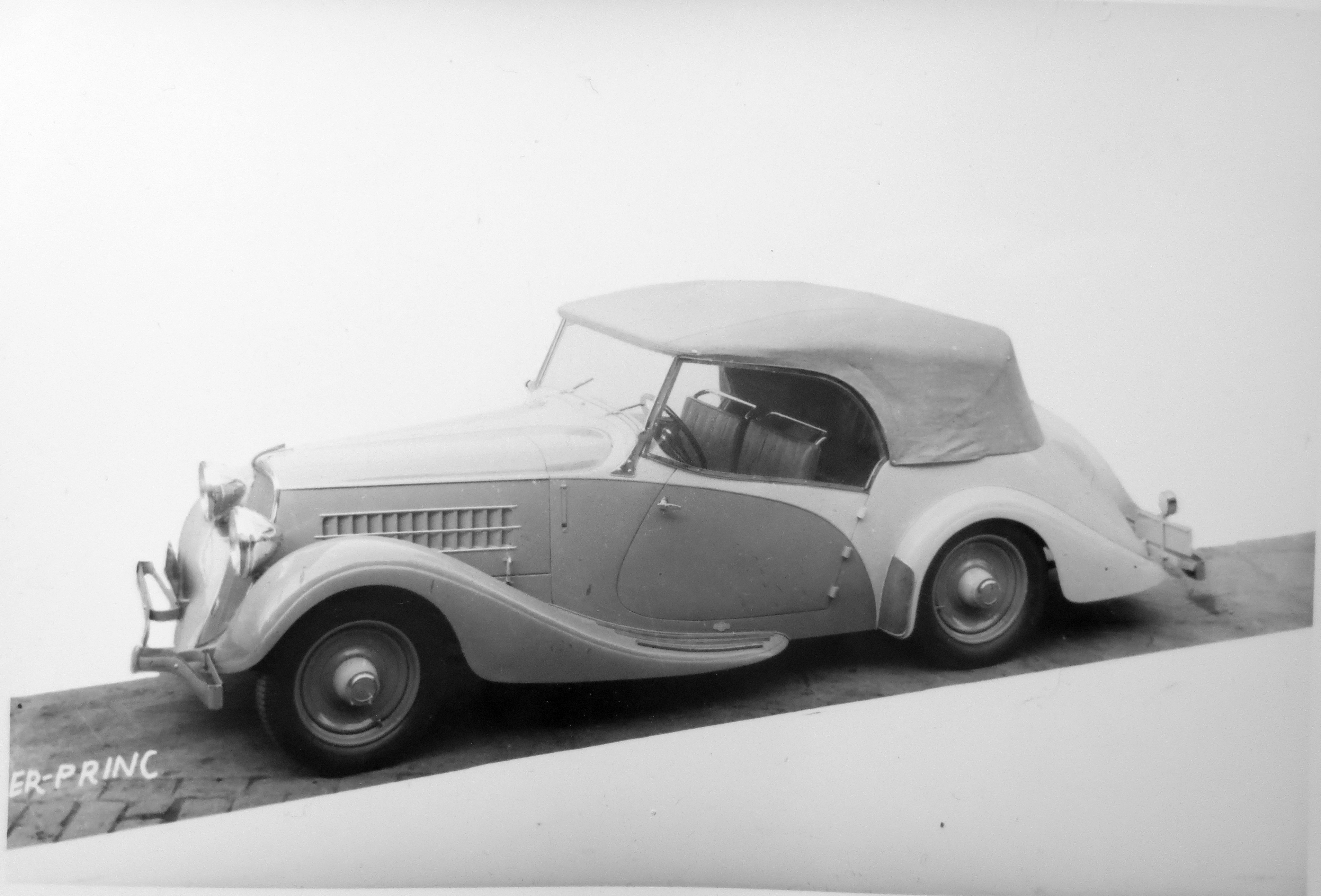
Walter Princ (1935) roadster

Mazání motoru bylo jako obvykle tlakové, oběžné. Vodní chlazení s podporou větráku a nuceným oběhem přes vodní čerpadlo a chladič. Zapalování bylo dynamo-akumulátorové o napětí 12 V Bosch nebo Scintilla. Motor byl vybaven tlumičem vibrací a byl spojen s mechanickou čtyřstupňovou převodovkou se synchronizací třetího a čtvrtého stupně, pohon zadních kol snad není třeba zdůrazňovat.
Deklarovaný objem válců 2492 cm³ byl těsně pod tehdejší daňovou hranicí 2,5 l. Fiat přitom u téhož motoru udával zdvih 103 mm a tudíž objem 2516 cm3.

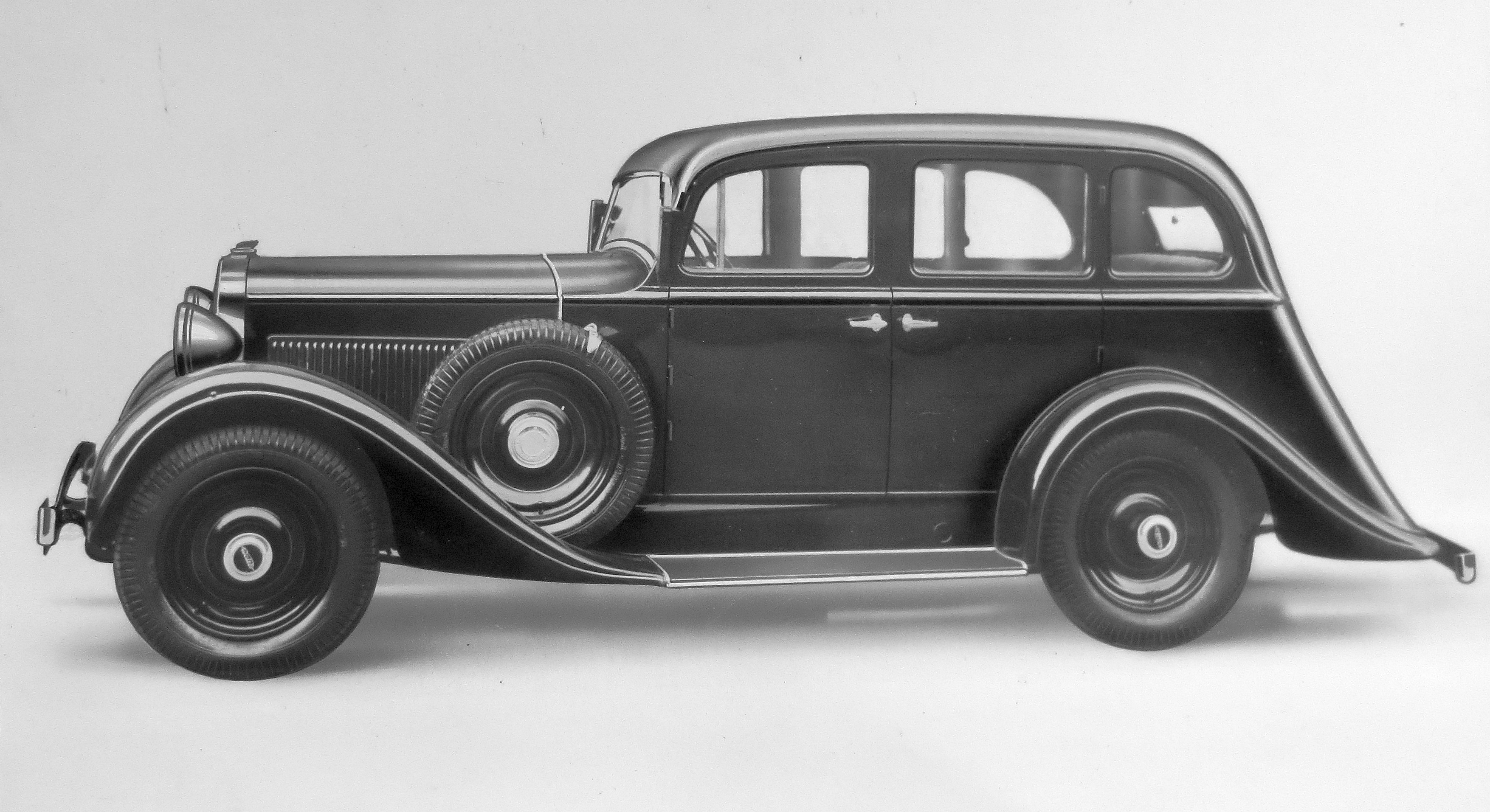
Walter Princ (1935) limuzína

## Podvozek

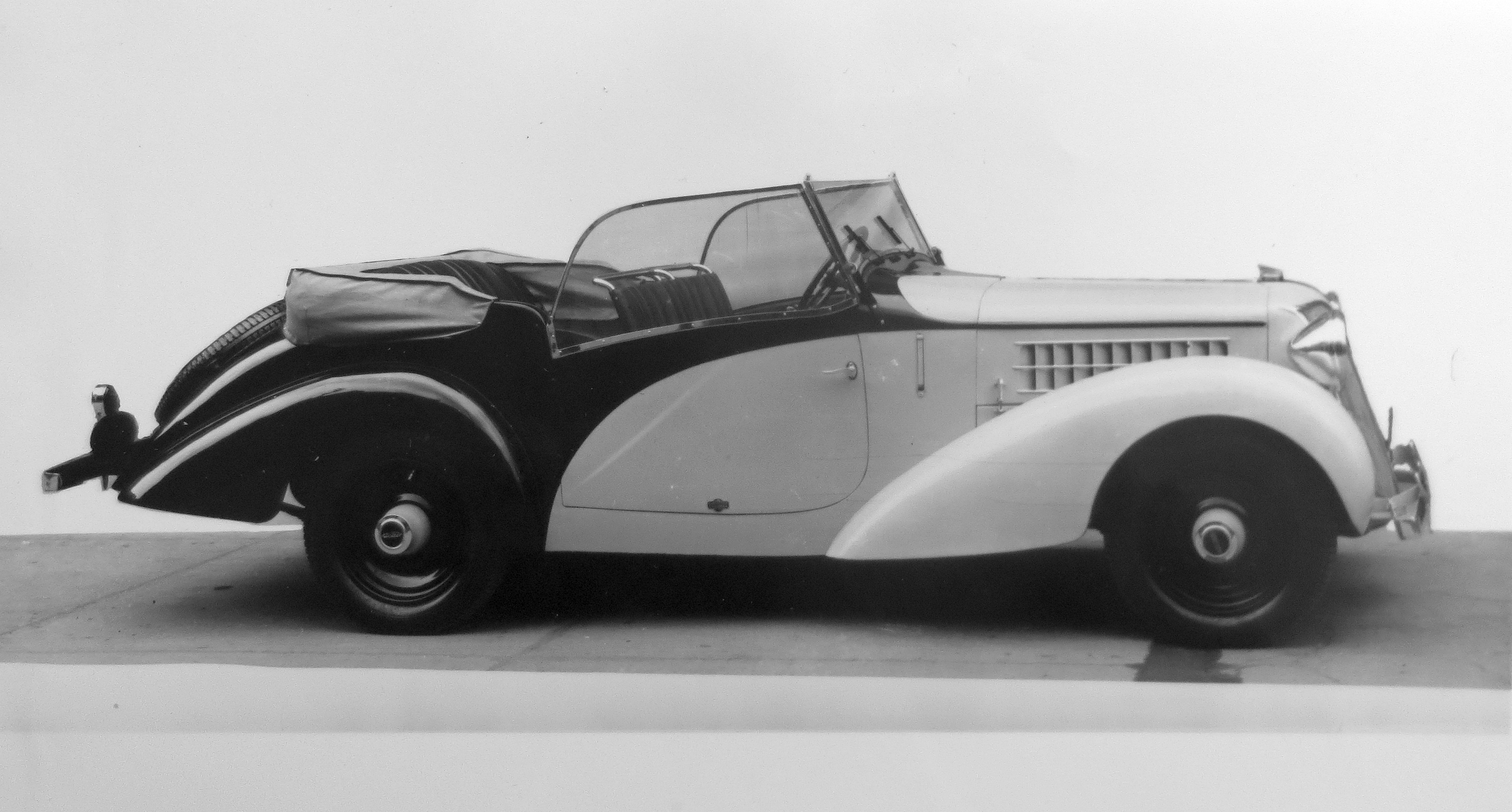
Walter Princ (1935), čtyřmístný kabriolet Sodomka

Walter Princ měl ortodoxní, solidní rám s přidanou, centrální výztuhou ve tvaru X zamezující kroucení a tuhé nápravy odpružené podélnými listovými pery doplněnými kapalinovými tlumiči. Řízení pomocí šnekového převodu s levostranným řízením, i když se v Československu jezdilo ještě vlevo. Vůz měl kapalinové ovládání bubnových brzd pro všechna kola se samostatnými okruhy pro přední a zadní nápravu, které doplňovala ruční mechanická brzda působící na zadní kola.

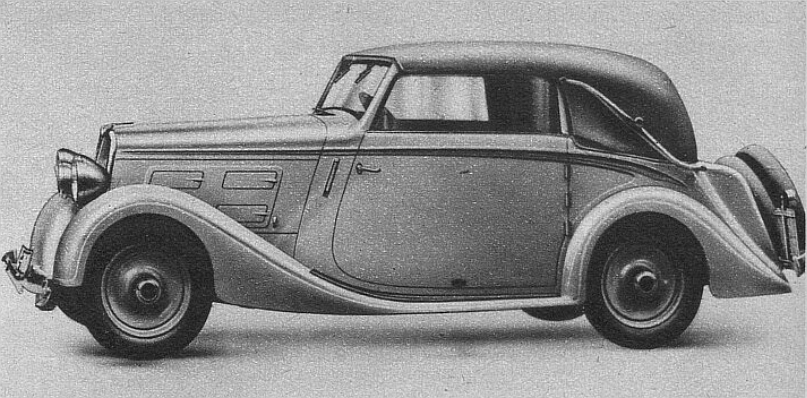
Walter Princ, čtyřsedadlový kabriolet (Letem světem, č. 34, 4. června 1935)

Menší Princ (oproti Walter Lord) měl rozvor 2775 mm, rozchod kol vpředu 1410/1450 mm vzadu a pneumatiky 5,25x18" pro „lehčí“ karoserie a 6,00x18" pro „těžší“. Podvozek vykazoval hmotnost 950 kg a s kompletním vybavením 1330 kg (limuzína). Princ s pětimístnou čtyřdveřovou karoserií se šesti bočními okny byl dlouhý 4230 mm, široký 1750 mm a vysoký 1640 mm. Dosahoval rychlosti 105–110 km/h. Motor měl tichý chod, vůz se snadno ovládal, jen jízdní vlastnosti nebyly právě nejlepší.

## Karoserie

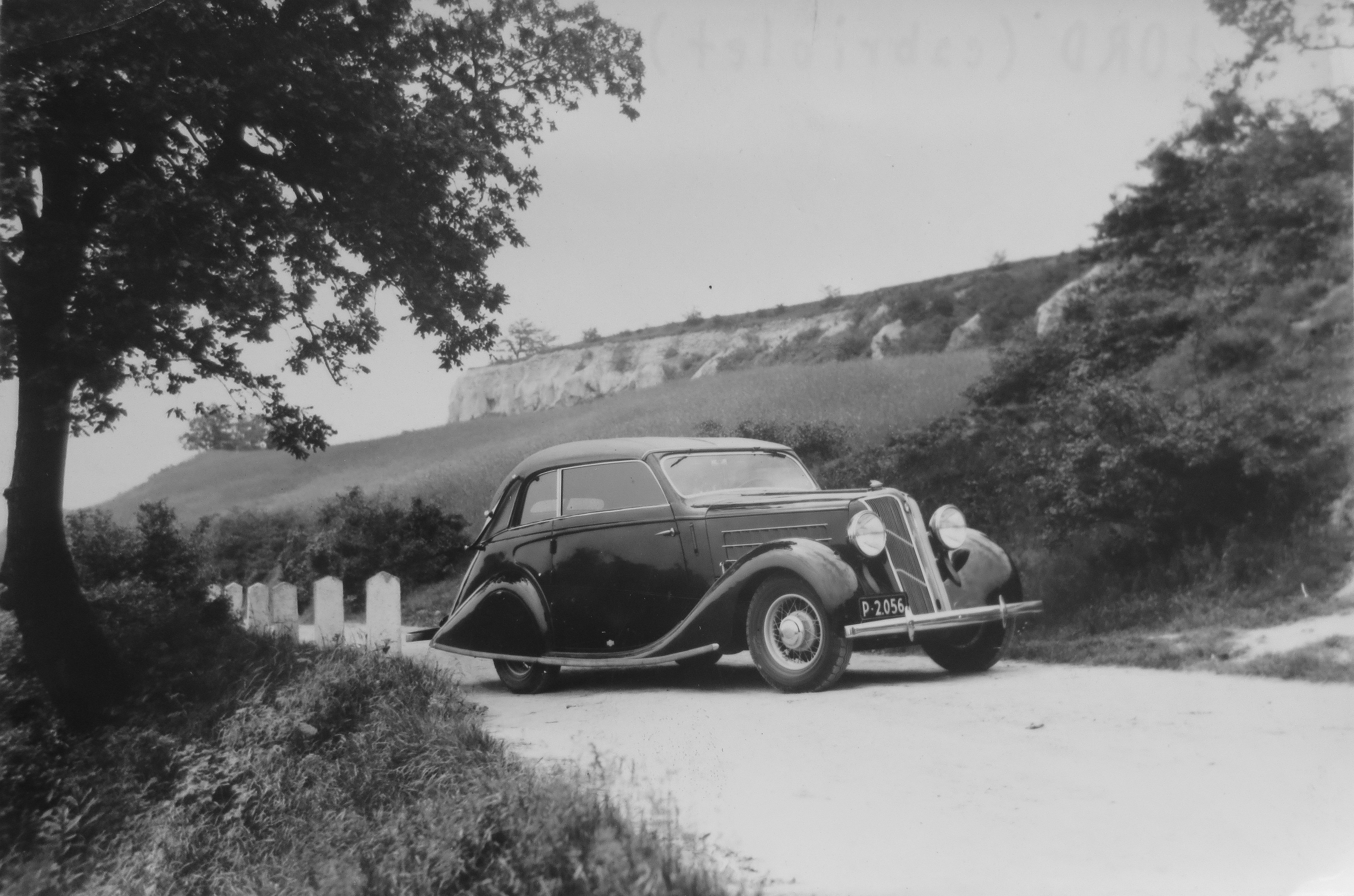
Walter Princ (1936) kabriolet Sodomka

Provedení karoserie odpovídalo waltrováckým zvyklostem luxusu s bohatou výpravou celého vozu, byť se jednalo pouze o vůz střední kategorie. Limuzína - sedan měla mezistěnu mezi řidičem a cestujícími. Dalšími variacemi karoserií byly oblíbené roadstery a kabriolety.
Walter Princ se během výroby (1933–1936) dočkal řady inovací karosérie. Každým rokem byla na tradičním pražském autosalonu (1934-5) a nebo jen tak v průběhu roku představena nová či upravená verze. Nejprve se změny promítly do tvaru splývavé zádě, později k šikmo vpřed skloněné masce chladiče. Takto postupně přešel Princ od „hranaté“ karoserie k líbivým aerodynamickým profilům z let pozdějších. Od roku 1935 byla limuzína nabízena se shrnovací střechou Webasto. Udávalo se, že limuzína s otevírací střechou má proti kabrioletu mnohé výhody, i když otevřený kabriolet je sice otevřeným vozem v plném smyslu, ale u otevřené limuzíny tomu tak není. Má však plné světlo a výhled nahoru, což se potřebuje hlavně při jízdách do hor.

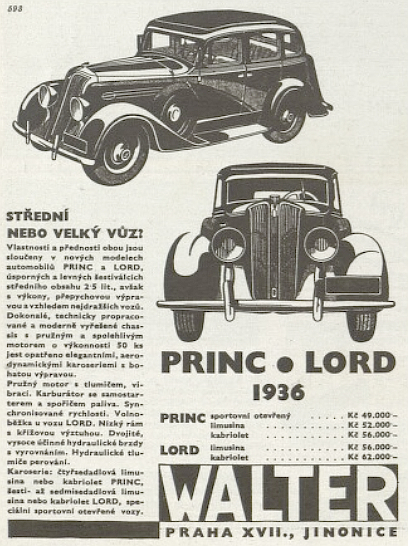
Reklama na Walter Princ a Lord z magazínu Auto č. 4/1936

Princ se dočkal – mimo továrních provedení – i řady karosářských provedení specializovanými firmami, oblibu majetné klientely si získaly zejména kabriolety stavěné firmami Sodomka ve Vysokém Mýtě a Petera a synové z Vrchlabí. I na těchto speciálních karoseriích se potvrzuje fakt, že se továrna Walter při výrobě těchto licenčních automobilů striktně nedržela italské dokumentace. Od roku 1935, kdy Itálie napadla Habeš (dnešní Etiopie) a oficiální československá místa požadovala zastavení odlivu peněz do agresorské země, to bylo s dovozem dílů velmi obtížné a o exportu leteckých motorů ani nemluvě.
Typickým představitelem těchto mimotovárních karosérií byl například dvoudvéřový, čtyřmístný kabriolet Petera z roku 1933. Na něj v roce 1934 navázaly v pěti exemplářích ve Vrchlabí vzniklé další dvoudveřové kabriolety Walter Princ.
V březnu 1934 byla limuzína prodávána za  65 000 Kč a kabriolet za 69 000 Kč. To byly ceny srovnatelné třeba se šestiválci Praga Alfa a Škoda 650 resp. Škoda Superb. Pro sezóny 1935-6 byl v provedení roadster nabízen za 49 000 Kč, uzavřený vůz Princ za 52 000 Kč (pětimístná limuzína) a čtyřmístný kabriolet s patentním skládáním nepromokavé střechy stál 59 000 Kč. Avšak ani tato úprava cen nevedla ke zvýšení výroby, zůstala velmi omezená, zřejmě jen na desítky kusů. V létě 1936, kdy byla zveřejněna poslední propagační reklama v Magazínu Auto (v čísle 4 z 15. června), byla výroba ukončena. V roce 1936 (16.-25. října) se navíc továrna Walter poprvé v historii nezúčastnila pražského Autosalónu. Továrna byla plně vytížena výrobou leteckých motorů a navíc nepřipravovala žádný nový model. V roce 1937 se již pouze doprodávaly dříve vyrobené vozy. Takto v "tichosti" končí celá automobilová výroba firmy Walter.
Ještě v roce 1946 byl Sborem dobrovolných hasičů v Šestajovicích zakoupen jako první vůz starší automobil Walter Princ. Byl předělán pro potřeby hasičské služby. Pro tyto potřeby sloužil do šedesátých let, kdy byl nahrazen vozy Praga RN.

## Sportovní úspěchy
V roce 1934 si automobil Walter Princ "zahrál" ve filmu Hrdinný kapitán Korkorán. Vlasta Burian po příjezdu do lázní přišel o kufr. Před nádražím v Poděbradech sluha z nejdražšího lázeňského hotelu omylem odvezl jeho kufr se zavazadly bohaté dámy v kabrioletu Walter Princ. Marně se snažil kapitán Korkorán auto doběhnout.
S nasazováním tohoto typu do sportovních akcí se příliš nepočítalo. Proto překvapila zpráva z května 1935, že vítěz závodu 1000 mil československých z roku 1934 Jindřich Knapp podal přihlášku pro letošní závod. Jeho původní Standard S z roku 1934 byl totiž přestavěn na aerodynamický roadster "Autosalon 1935" a nebyl proto k dispozici. Knapp si z "nabídky" jinonických automobilů připravil jiný vůz. Měl jet na šestiválcovém Walter Princ 2492 cm³ s Karlem Vojířem jako spolujezdcem. 
Sportovně upravený Walter Princ byl vítěznému vozu z roku 1934 i trochu podoben - oběma shodnými nápravami a rozvorem podvozku 2775 mm oproti 2880 mm ve Standardu S. V I. ročníku 1000 mil zvítězil Knapp na Walter Junioru S v kategorii do 1100 cm³ a měl druhý nejlepší čas dne. Ve II. ročníku 1000 mil zvítězil Knapp na zmíněném Walter Standard S v absolutním pořadí a měl také nejlepší čas v kategorii přes 2000 cm³. Pro III. ročník byl uveden ve startovní listině v kategorii nad 2000 cm³ se startovním číslem 2. Spolu s nimi se měla objevit ve startovním poli na Walter Junior SS i posádka Ivan Hodáč—Kuhne v kategorii do 1100 cm³ (st. č. 41), která v roce 1934 obsadila v této kategorii 2. místo a 6. místo absolutně (spolujezdcem v roce 1934 byl František Zima). Z neznámých důvodů se však ani jedna posádka na továrních Waltrech 15. června 1935 na startu závodu neobjevila, ale lze předpokládat, že rozhodnutí padlo na ředitelství společnosti Walter. Hodáče toto chování vedení firmy tak rozlítilo, že od tohoto okamžiku startoval převážně na vozech Aero.
Na II. soutěži krásných automobilů, konané 28. září 1936 v Poděbradech, Zlatý věnec - Velkou cenu poděbradských lázní a modrou stuhu získal mj. automobil Walter Princ (karoserie Sodomky z Vysokého Mýta) pí. M. Svobodové z Prahy.

## Galerie

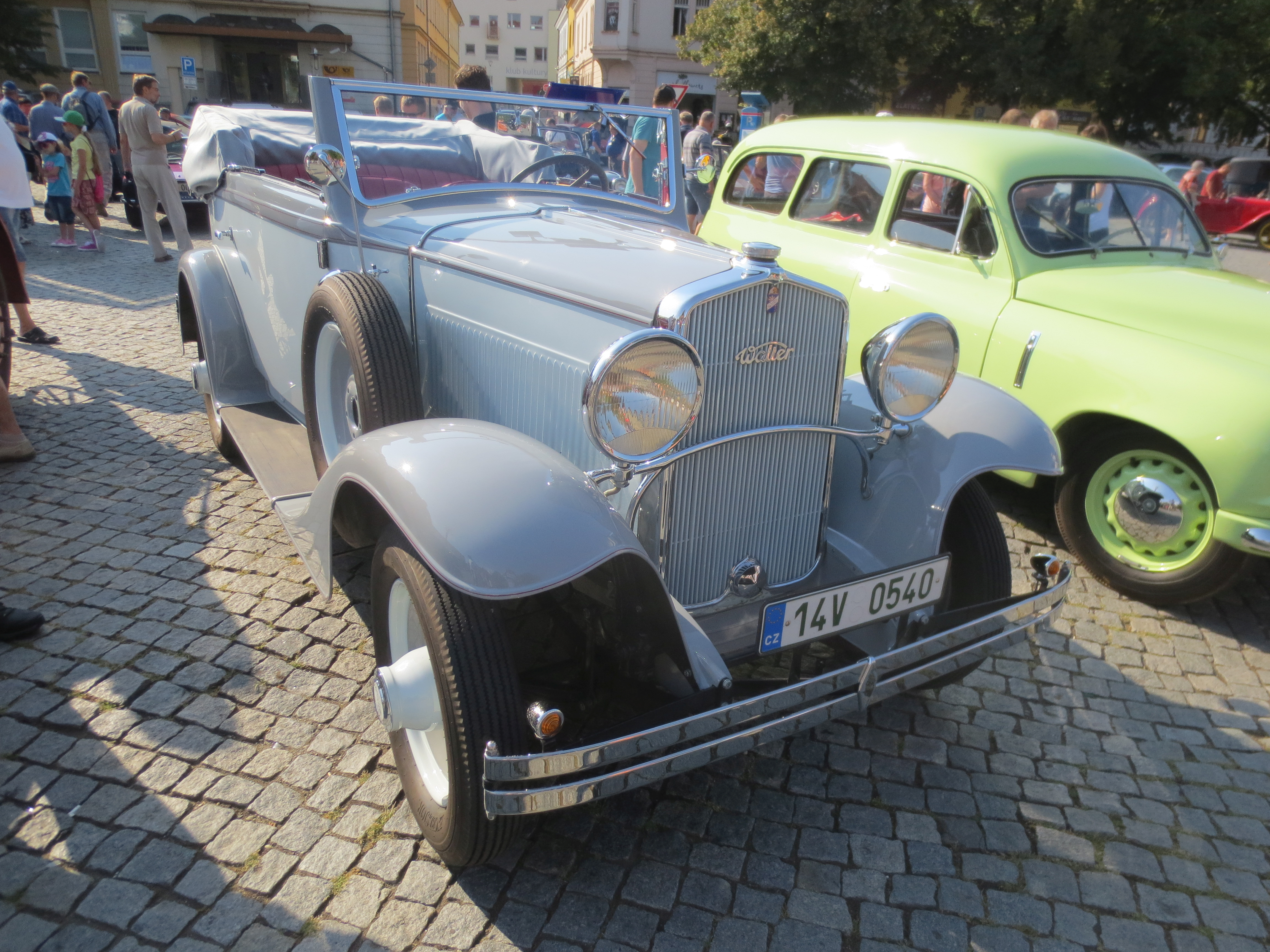
Walter Princ (1933) na Veteránech Moravským Slováckem 2018
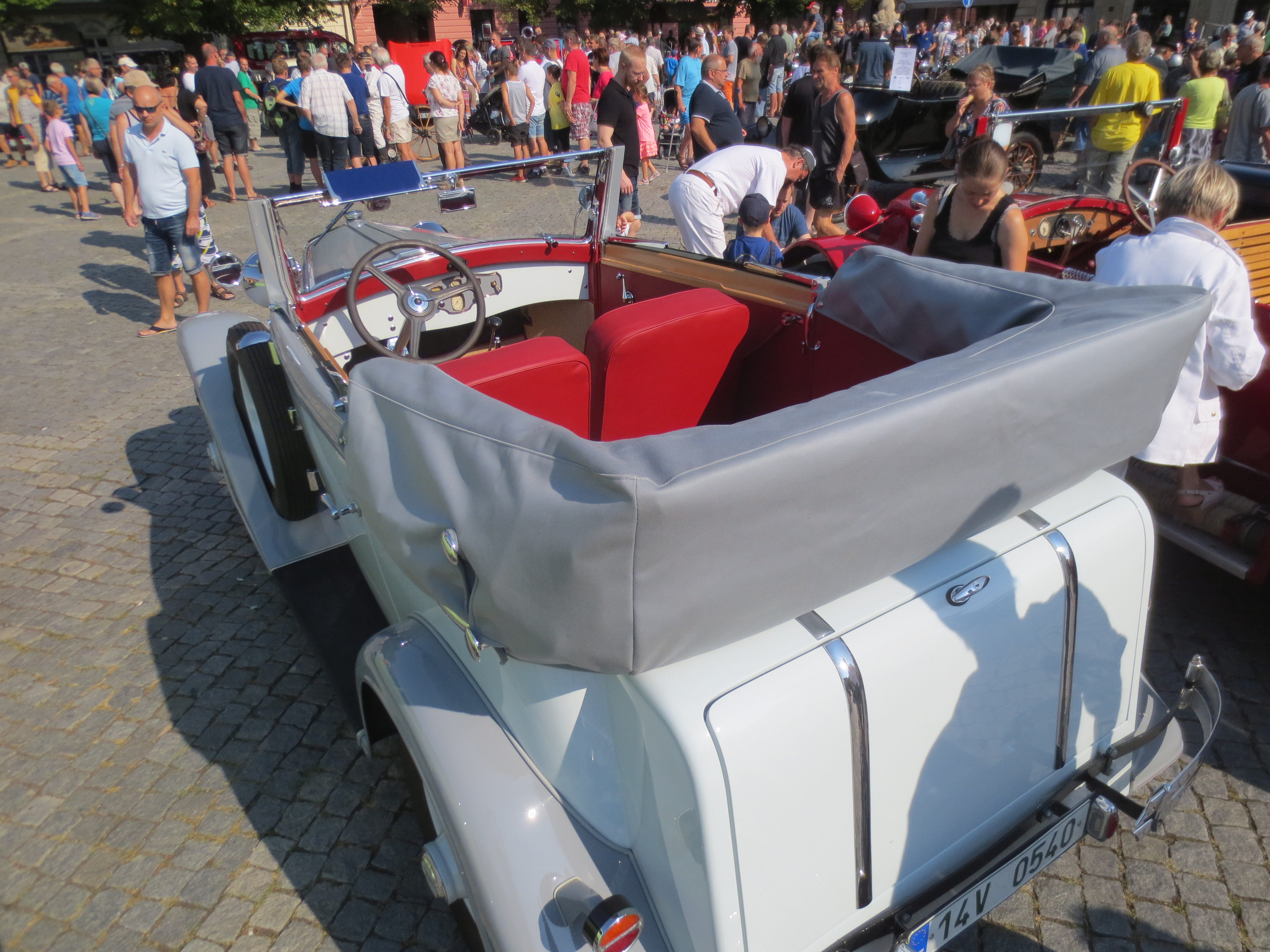
Walter Princ (1933), interiér vozu
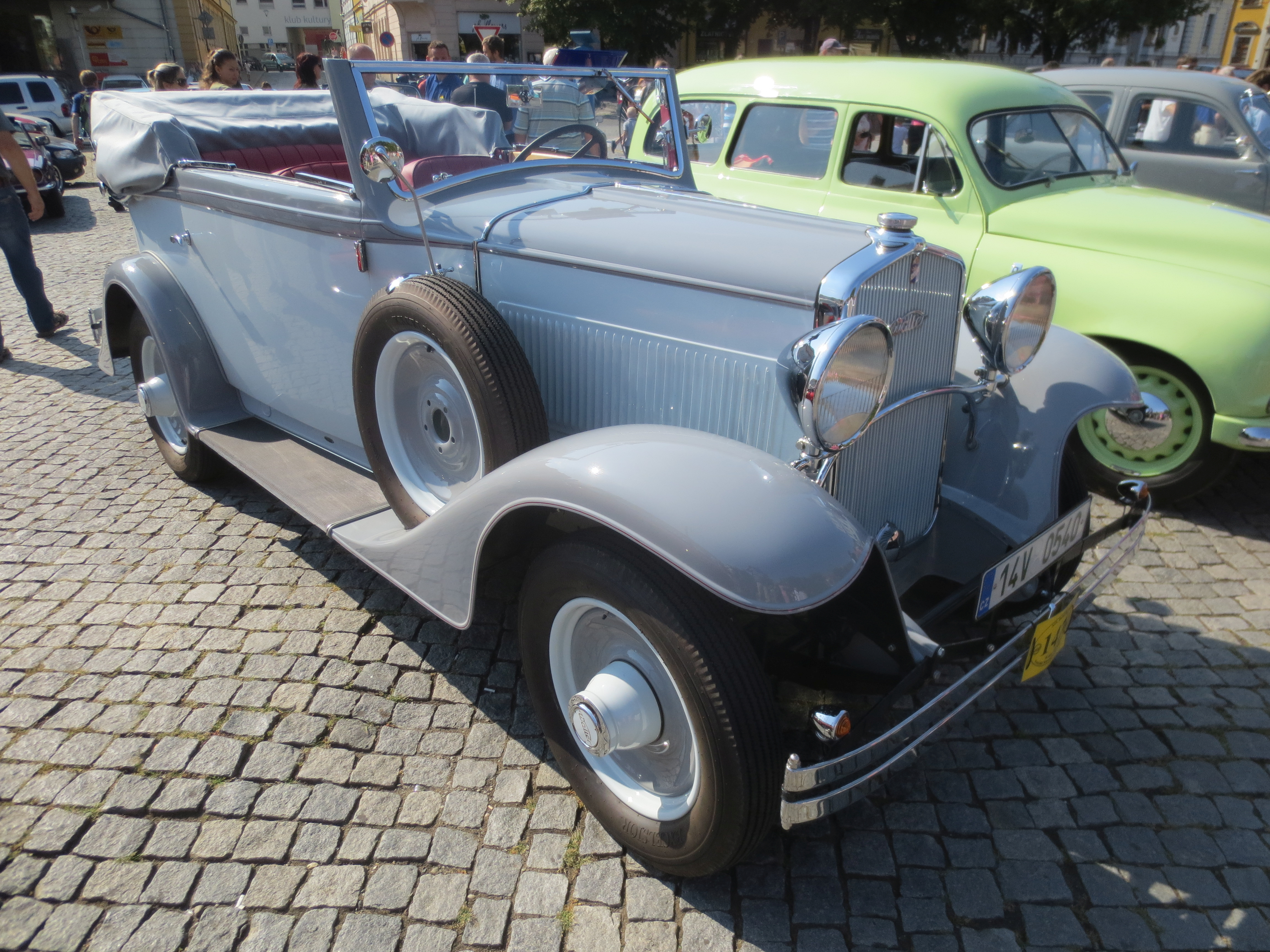
Walter Princ (1933), kabriolet Petera
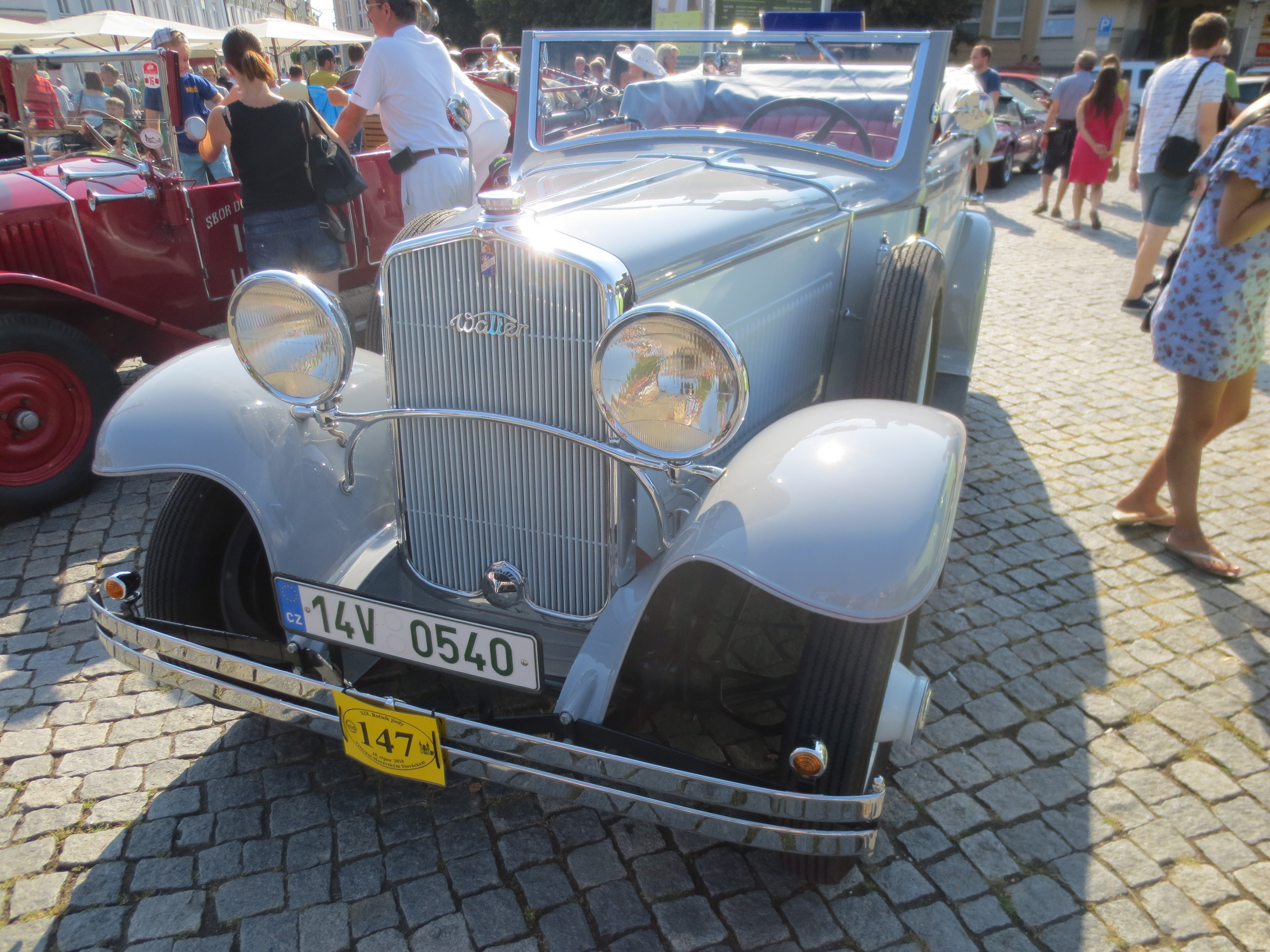
Walter Princ (1933), kabriolet
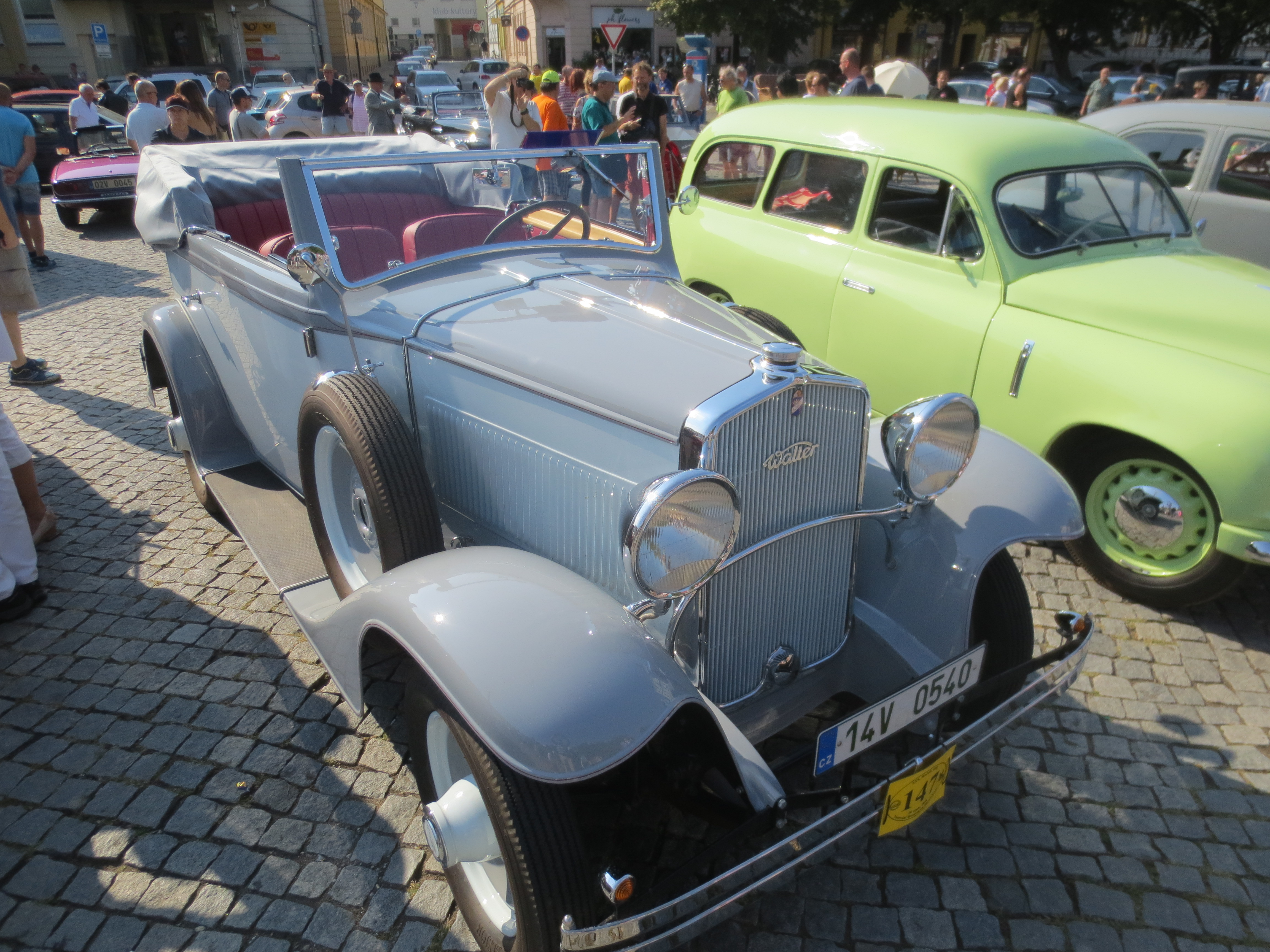
Walter Princ (1933), kabriolet